# Más fuerte que tu amor
Más fuerte que tu amor é uma telenovela mexicana, produzida pela Televisa e exibida em 1966 pelo Telesistema Mexicano.

## Elenco
- Angélica María
- Enrique Lizalde
- Raúl Ramírez
- Enrique Rambal